# Lindis Pass

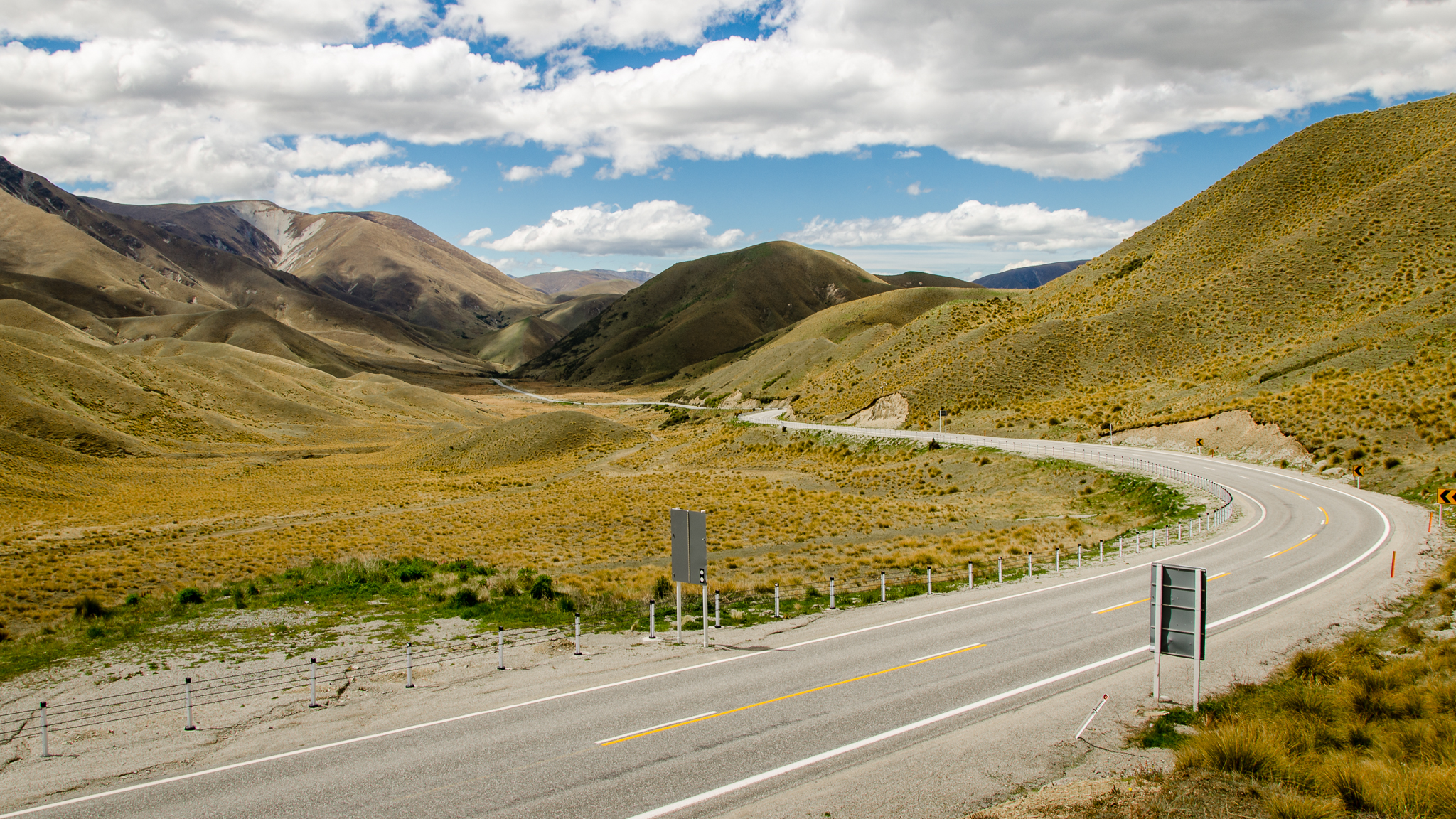
Lindis Pass

Lindis Pass (971 m n. m.) je horský průsmyk v pohoří Jižních Alp na Novém Zélandu. Nachází se mezi městy Cromwell ve středním Otagu a Omarama na severu Otaga. Průsmyk se nachází mezi údolími řek Lindis a Ahuriri. Průsmykem prochází dálnice State Highway 8.